# Rio Neman
O Neman, Niemen, Nemunas ou Niémen (em alemão: Memel, em lituano: Nemunas, em bielorrusso: Нёман, em russo: Неман, em polaco: Niemen e em sueco Njemen) é um rio do leste da Europa. A sua nascente situa-se na Bielorrússia. Seu fluxo se estende pela Lituânia, fazendo a fronteira entre este país e o Óblast de Kaliningrado, da Rússia, antes de desaguar na Lagoa da Curlândia.
É o maior exclusivamente na Europa do Leste. Nasce em Hrodna, e aí juntam-se-lhe alguns afluentes, fazendo-se navegável; passa por Alytus e Kaunas, onde recebe o rio Neris. Entrando por último por Smalininkai, segue seu curso de este para oeste recebendo dois afluentes, que são o rio Šešupė e o rio Jūra.

## Números
- O comprimento total do rio Neman é de 937 km, sendo o 4º maior rio na bacia do Mar Báltico. Percorre 462 km na Bielorrússia e 359 km ele percorre na Lituânia. 116 km do rio Neman fazem parte da fronteira entre Lituânia e o Óblast de Kaliningrado, e a Bielorrússia.
- Sua maior profundidade é de 5 metros e sua largura chega a 500 metros.
- O Neman é um rio lento. Sua velocidade é cerca de 1 a 2 m/s.
- Durante as cheias, a emissão de água pode crescer até 11 vezes, para mais de 6 800 m³/s. Cheias severas acontecem nas partes mais baixas do rio, há cerca de 12 a 15 anos, chegando até, algumas vezes, a alcançar pontes.[2]
- O Neman é um rio antigo, datando antes do último período glacial. Seu vale já chega aos 60 metros de profundidade e está 5 km mais largo.
- O Neman tem cerca de 105 rios afluentes, sendo o rio Neris (Viliya) o maior, com 510 km. Seguido do Shchara (com 325 km) e o Šešupė (com 298 km). Quinze dos afluentes têm mais de 100 km de comprimento.
- A bacia do Neman, na Lituânia, drena mais de 20 000 rios e arroios, e faz parte de 72% do território lituano.
- A área total da bacia do Neman é de 97 863 km²; a porção lituana da bacia contém 46 695 km².

## Imagens

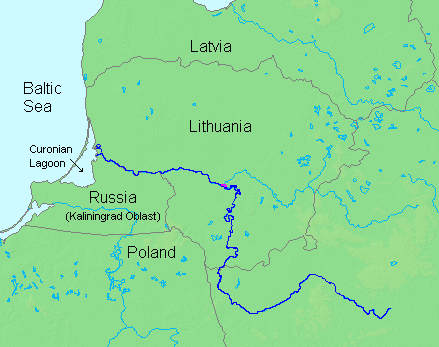
Percurso do Neman/Niemen/Nemunas
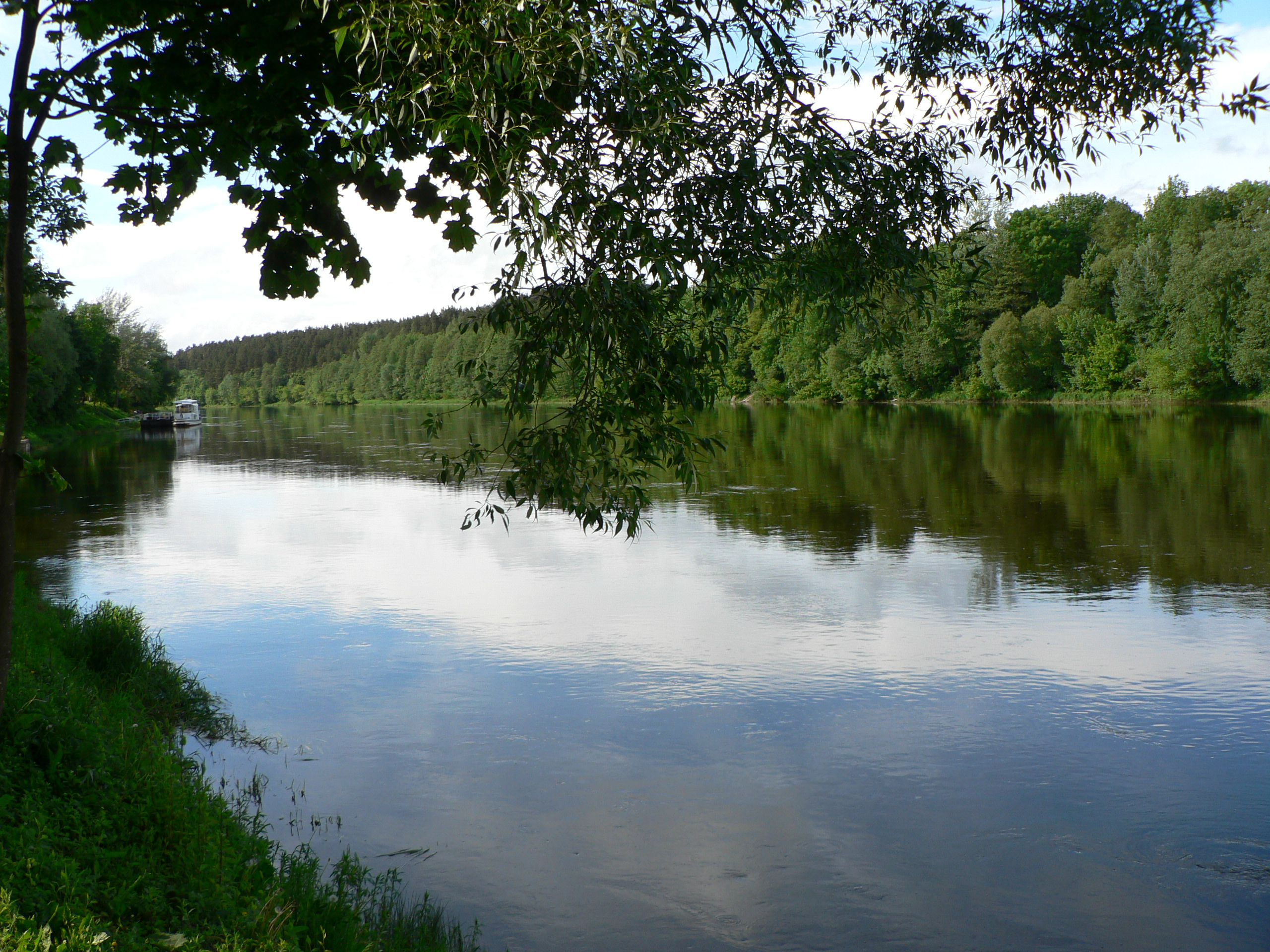
O rio em Druskininkai